# Île Medny
 (février 2014).
Si vous disposez d'ouvrages ou d'articles de référence ou si vous connaissez des sites web de qualité traitant du thème abordé ici, merci de compléter l'article en donnant les références utiles à sa vérifiabilité et en les liant à la section « Notes et références ».
L'île Medny (en russe : остров Медный, ostrov Medny, « île du cuivre ») est l'une des deux principales îles Komandorski, dans la mer de Béring. Elle est rattachée au raïon Aleoutski du kraï du Kamtchatka.
L'île était inhabitée jusqu'à la fin du XIXe siècle quand des Aléoutes vinrent de l'île Attu, une des îles Aléoutiennes passées depuis sous administration des États-Unis.

## Description
L'île Medny mesure 56 km de long et entre 5 et 7 km de large et sa superficie est de 186 km². Son altitude maximale est de 640 mètres et la température annuelle moyenne est de +2,8 °C. A environ 100 mètres au large de l'extrémité nord-ouest des îles se trouvent les Beaver Stones (Бобровые камни en russe), deux îlots reliés par un isthme, d'une longueur combinée de 1 km.

## Histoire
L'île Medny a été aperçue le 5 novembre 1741 par Vitus Béring et son équipage au retour de l'expédition au cours de laquelle il est allé jusqu'en Alaska, mais il n'a toutefois pas débarqué sur cette île.
Selon l'officier naval et historien russe Vassily Berch, Yemelyan Basov a atteint cette île en 1745, lors de sa deuxième de quatre expéditions aux îles Komandorski entre 1743 et 1749, et que la plupart des fourrures qu'il ramène au Kamtchatka en 1745 proviennent de cette île.
Vers la fin du XIXe siècle est établie Preobrazhenskoye par des Aléoutes ayant dû quitter l'île Attu.
En 1970, tous les citoyens de l'île sont transférés sur l'île Béring voisine. Jusqu'en 2001, l'île est occupée comme poste frontière. Depuis lors l'île est complètement inhabitée. Des études scientifiques de la faune et de la flore sont menées chaque année.

## Faune
L'île Medny abrite de nombreux lions de mer de Steller. 340 y sont nés en 1999 et 153 en 2016.

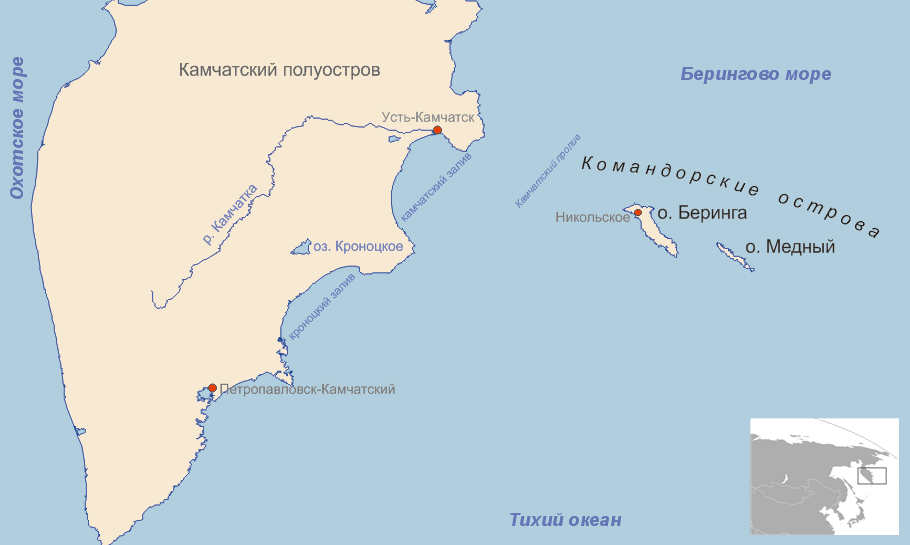
Carte montrant de localisation des îles Komandorski à l'est du Kamchatka. La plus petite île à l'est est l'île Medny et la plus grande est l'île Béring.
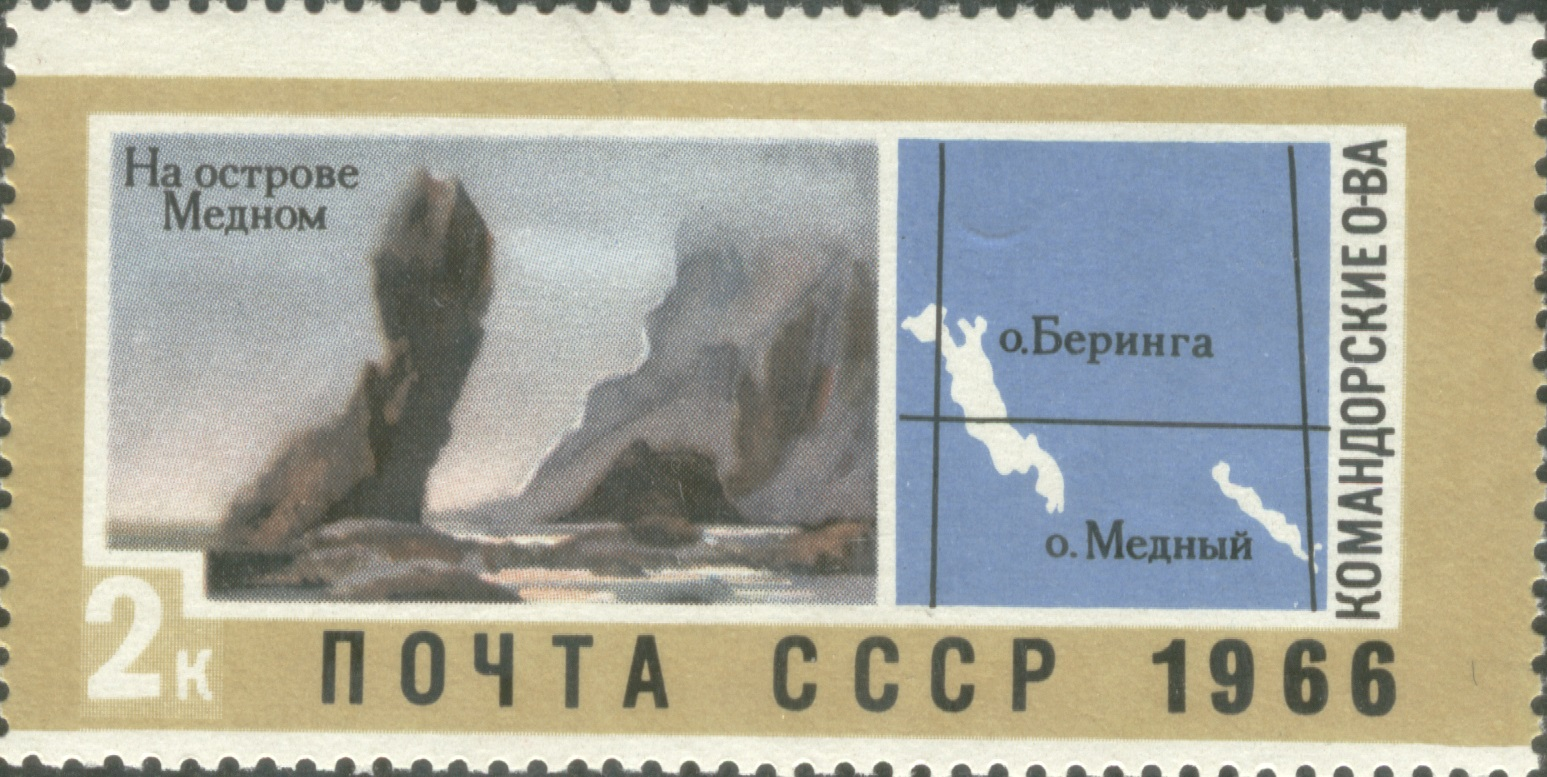
Timbre soviétique de 1966 représentant l'île Medny
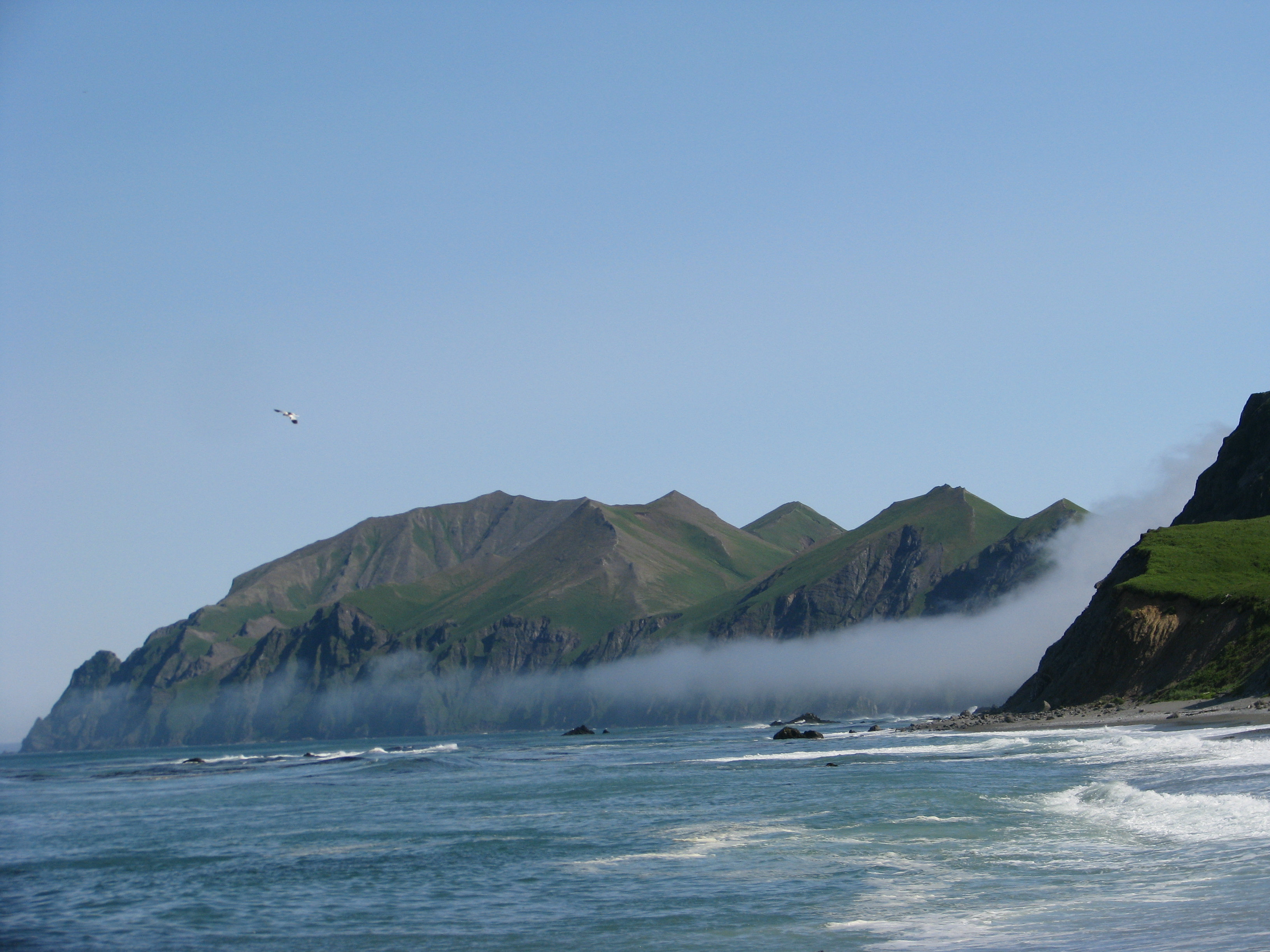
Île Medny